# Péter Povázsay
Péter Povázsay, född 27 juli 1946 i Budapest, död 1 mars 2024, var en ungersk kanotist.
Han tog bland annat VM-guld i C-2 1000 meter i samband med sprintvärldsmästerskapen i kanotsport 1975 i Belgrad.